# Copidognathus arcticus
Copidognathus arcticus is een mijtensoort uit de familie van de Halacaridae. De wetenschappelijke naam van de soort is voor het eerst geldig gepubliceerd in 1946 door Sokolov.